# ケビン・シュワンツ
ケビン・ジェームズ・シュワンツ（Kevin James Schwantz, 1964年6月19日 - ）は、アメリカ、テキサス州ヒューストン出身の元オートバイ・ロードレースライダー。1993年ロードレース世界選手権500ccチャンピオン。1988年から1995年までの8シーズンでGP通算25勝を記録した。ニックネームはフライング・テキサン。

## 経歴
ヨシムラスズキの契約ライダーとしてAMAスーパーバイク選手権で活躍。この当時からウェイン・レイニーとの激しいライバル関係が始まった。20歳だった1985年6月の全日本ロードレース選手権第6戦「鈴鹿200㎞大会」にヨシムラスズキ・GSX-Rで参戦するため初来日。その翌月にグレーム・クロスビーのパートナーとして鈴鹿8時間耐久ロードレースへ初出場、3位表彰台を獲得した。
1988年より、スズキ・ワークスチーム「PEPSI SUZUKI」のエースライダーとしてロードレース世界選手権500ccクラス（現MotoGP）にRGV-ガンマ500でフル参戦。第1戦日本GPでは、前年チャンピオンのワイン・ガードナーと激しいトップ争いを展開し、劇的なGP初優勝を遂げる。このシーズンはレインレースとなった第6戦西ドイツGPでも優勝、シーズン2勝を挙げランキング8位を得る。また、WGP最終戦終了後にマカオGPの2輪レースに参戦。落ち葉を避けるためにウィリー走行するなど特徴的な走りで優勝。日本の富士スピードウェイで開催されたスーパースプリント'88でもガードナーを破り優勝を果たした。
シュワンツはGPデビュー当初、速さこそ見せるが転倒やマシントラブルによるリタイヤも多く、1989年シーズンはタイトルを獲得したエディ・ローソンを上回る最多の6勝をマークするも、同数のリタイアを喫し、ランキングは4位に留まった。ヤマハのウェイン・レイニーとは1989年日本GP、1991年ドイツGP、1993年日本GPなど多くのレースで接戦を演じた。
特にシュワンツを語る上で記憶に残っている1991年のドイツGP（ホッケンハイム）での「レイトブレーキ」の場面でレイニーをインから差して抜き去るシーンがファンの間でも語り草になっている。実際に数周前からこのコーナーへの進入スピードがレイニーより少し高いと気付いたシュワンツは確実にインを差すまでブレーキを我慢していたが、あの周では思った以上にスピードが出てしまい本人もパニック状態だったらしい。しかし、XR77のブレーキがギリギリの所で機能を発揮し、レイニーを抜き去る事が出来、その後は１度もレイニーに先行を許すことなくこのレースで優勝している。

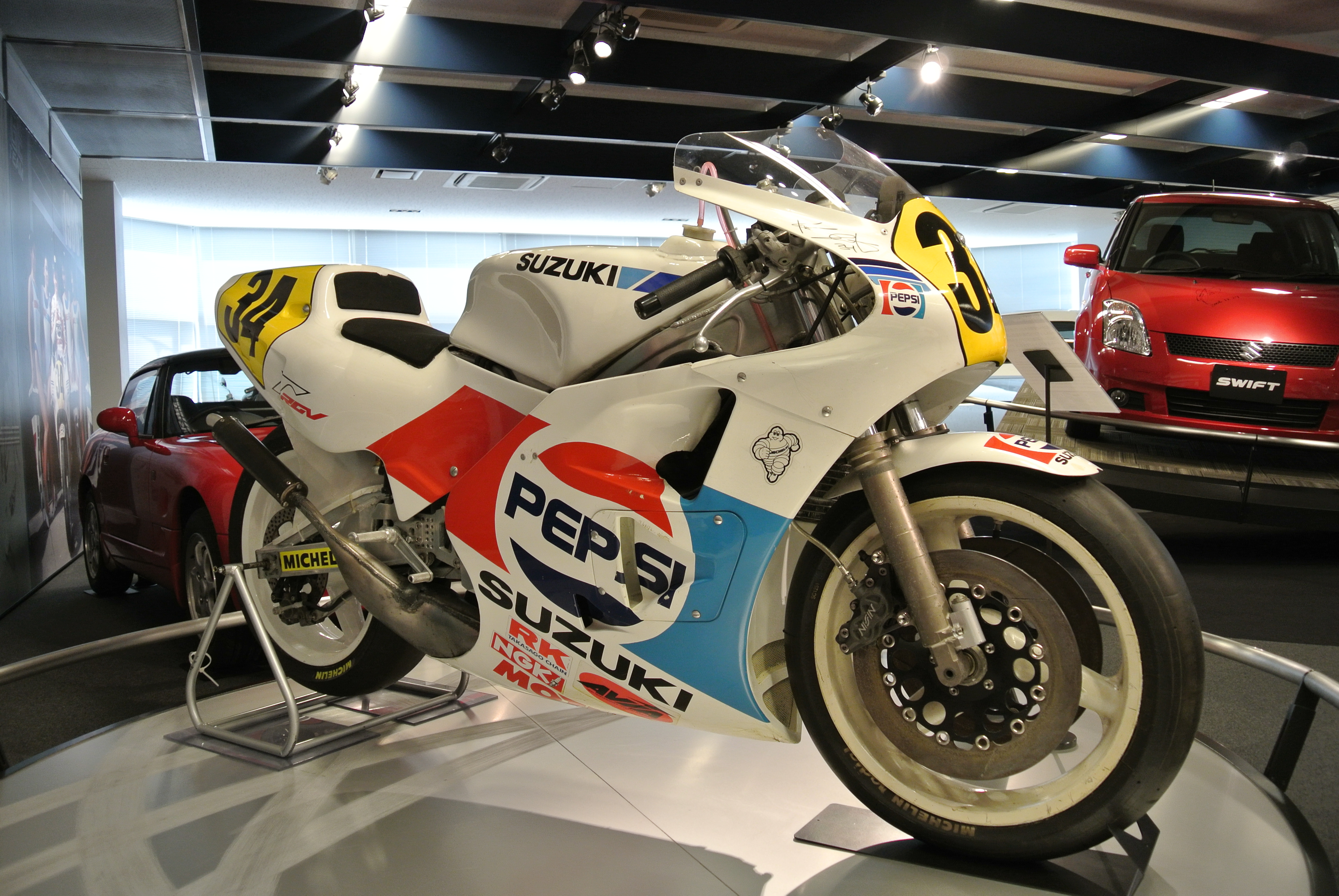
ロードレース世界選手権復帰後の第1戦日本GPでスズキ初の優勝をもたらした1988年のワークス車両

1993年、シュワンツは手堅いレース運びを身につけポイント争いをリードしたが、イギリスGPのもらい事故で負った怪我のため、終盤戦レイニーに逆転を許す。しかし、第12戦イタリアGP決勝中、そのレイニーが転倒により選手生命を絶たれてしまう重傷を負い、引退。シュワンツは順調にポイントを重ね、ポイントでレイニーを再逆転、念願のタイトルを獲得する。だがレイニーをサーキット上で打ち負かし、勝利することを目標としてきたシュワンツは「彼の怪我が治るならチャンピオンなんかいらない。」と発言し、初のタイトルを獲得した喜びよりもライバルを失った落胆の気持ちを表した。
翌1994年はチャンピオンの証であるゼッケン1（その中心部には彼の象徴ともいえる「34」が小さく記されていた）を掲げて連覇に挑むが、左手首の怪我という身体のダメージと、最大のライバル、レイニーを失った心のダメージに苦しみ、日本GPとイギリスGPでの2勝にとどまった。同年イギリスGPでは、破竹の勢いでポイントを積み上げるホンダのマイケル・ドゥーハンに対し、負傷した左腕をかばいながらも果敢にチャレンジを続け、得意のブレーキングでオーバーテイクに成功。得意とするドニントン・パークで優勝し、これがシュワンツにとっての最後の優勝となった。
1995年は第3戦日本GPを最後に欠場した後、第6戦イタリアGPにて引退を表明（日本GPからの帰途の飛行機内で、レイニーとの話し合いの末、引退を決意したという）。このとき負傷していた左手首を眺めて目を潤ませながらも、どこか重圧から解放されたような清清しい姿を見せた。年間チャンピオン獲得数は勝利数の割には少なく1回であるが、そのスリリングな走りで圧倒的な歓声を浴び、88年から94年まで人気No.1レーサーであり続けた。
2013年、鈴鹿8時間耐久ロードレースにチームカガヤマから参戦。決勝レースではかつてのライバルであるレイニーのレプリカヘルメットを被って出走した。担当したのは1スティントのみで、全盛期のスピードこそなかったもののベストラップはチームメイトの2人から2秒程しか落ちておらず、伝説のライダーとしての実力をいかんなく発揮。結果は3位表彰台を獲得した。
翌2014年は同レースにヨシムラ創立60周年を記念して作られたレジェンドチームより青木宣篤、辻本聡と共に参戦したが、雨の中スタートとなった決勝レースでは、スターティングライダーの青木が5周目に、同じヨシムラチームである津田拓也に130Rで仕掛けたところ曲がりきれず転倒。マシンが大破したため再スタートできずリタイアとなり、シュワンツは走ることなく終わった。

## スタイル
細身の長身を活かしたライディングフォームが特徴。上体を起こし、長い手足で巧みにマシンを操る豪快なスタイルはロデオにも例えられた。デビュー当初は童顔ということもありピノキオ坊やとも呼ばれていた。
シュワンツのライディングの特徴には、深いバンク角とレイトブレーキがある。シュワンツには独走優勝というレースは少なく、終始接近戦を展開し、ゴール付近でブレーキングを遅らせて首位を奪取し僅差で勝利を手にするレースをよく見せた。シュワンツの象徴的なレースとして、しばしばウェイン・レイニーを最終ラップにスタジアムセクションの入り口のブレーキングで豪快に追い抜いた1991年ドイツGPが挙げられる。首位独走中にクラッシュしたこともあり、トップライダーとしては異例なほど転倒が多かったが、これは当時のRGV-ΓがライバルのNSRやYZRに対してエンジンパワーでかなり劣っていたため、それを圧倒的なコーナリングスピードでカバーしようとしていたが故でもある。しかし、テストライダーだった樋渡治によるとシュワンツの仕様をテストした際にブレーキが全く効かず、日信工業製カーボンセラミックローターを使った際に効き過ぎると証言している。また、バランス感覚に長けており竜洋テストコースで縁石の上をママチャリで何事も無く走っていたが、誰一人としてそれを出来なかったほどバランス感覚が良かったことも挙げている。

## エピソード
- スーパーバイク時代から長年使用したゼッケン「34」はWGP初の永久欠番（最大排気量クラスのみ）となった。
- 1991年、湾岸戦争に派兵された米軍兵士へ敬意を表し、USGPで迷彩塗装のヘルメットを使用した。
- 同時代に活躍したエディ・ローソン、ワイン・ガードナー、ウェイン・レイニー、とともに「四強」と称される。
- 引退後は一般ライダーを対象としたライディングスクール「ケビン・シュワンツ・スズキ・スクール（KSSS）」校長を務めている。また2012年にテキサス州オースティンにオープンしたサーキット・オブ・ジ・アメリカズの建設にも関わっている。
- 日本の漫画雑誌では過去にウェイン・レイニーらとの戦いを描いた読み切り漫画作品「ケビン・シュワンツ物語」が掲載された事があった。

## 主な戦績

### AMA
- 1984年 AMAスーパーバイク デビュー（カワサキ・GPz750）
- 1985年 AMAスーパーバイク ランキング7位（3勝、スズキ・GSX750E）
- 1986年 AMAスーパーバイク ランキング7位（スズキ・GSX-R750）
- 1987年 AMAスーパーバイク ランキング2位（5勝、スズキ・GSX-R750）
- 1988年 デイトナ200マイル優勝（スズキ・GSX-R750）

### ロードレース世界選手権
- 凡例
- ボールド体のレースはポールポジション、イタリック体のレースはファステストラップを記録。

| 年   | クラス | チーム                     | マシン   | 1     | 2       | 3       | 4       | 5       | 6       | 7      | 8       | 9       | 10      | 11      | 12      | 13      | 14     | 15      | ポイント | 順位 | 勝利数 |
| ---- | ------ | -------------------------- | -------- | ----- | ------- | ------- | ------- | ------- | ------- | ------ | ------- | ------- | ------- | ------- | ------- | ------- | ------ | ------- | -------- | ---- | ------ |
| 1986 | 500cc  | ヘロン・スズキ             | RG-Γ500  | SPA - | ITA -   | GER -   | AUT -   | YUG -   | NED NC  | BEL 10 | GBR NC  | GBR -   | SWE -   | RSM 10  |         |         |        |         | 2        | 22位 | 0      |
| 1987 | 500cc  | ヘロン・スズキ             | RGV-Γ500 | JPN - | SPA 5   | GER -   | ITA 8   | AUT -   | YUG -   | NED -  | GBR 9   | GBR -   | SWE -   | CZE -   | RSM -   | POR -   | BRA -  | ARG -   | 11       | 16位 | 0      |
| 1988 | 500cc  | ペプシ・スズキ             | RGV-Γ500 | JPN 1 | USA 5   | SPA NC  | EXP DNF | ITA 4   | GER 1   | AUT 4  | NED 8   | BEL DNF | YUG -   | GBR 3   | GBR DNF | SWE 12  | CZE NC | BRA 3   | 119      | 8位  | 2      |
| 1989 | 500cc  | ペプシ・スズキ             | RGV-Γ500 | JPN 1 | AUS DNF | USA 2   | SPA DNF | ITA DNS | GER DNF | AUT 1  | YUG 1   | NED DNF | BEL 2   | GBR 2   | GBR 1   | SWE DNF | CZE 1  | BRA 1   | 162.5    | 4位  | 6      |
| 1990 | 500cc  | ラッキーストライク・スズキ | RGV-Γ500 | JPN 3 | USA DNF | SPA 3   | ITA 2   | GER 1   | AUT 1   | YUG 2  | NED 1   | BEL 7   | GBR 1   | GBR 1   | SWE DNF | CZE DNF | HUN 3  | AUS DNF | 188      | 2位  | 5      |
| 1991 | 500cc  | ラッキーストライク・スズキ | RGV-Γ500 | JPN 1 | AUS 5   | USA 3   | SPA DNF | ITA 7   | GER 1   | AUT 3  | EUR 4   | NED 1   | GBR 4   | GBR 1   | RSM 2   | CZE 5   | VDM 1  | MAL DNS | 204      | 3位  | 5      |
| 1992 | 500cc  | ラッキーストライク・スズキ | RGV-Γ500 | JPN 3 | AUS 4   | MAL DNS | SPA 4   | ITA 1   | EUR 4   | GER 2  | NED DNF | HUN 4   | GBR DNF | GBR DNF | BRA 7   | RSA 5   |        |         | 99       | 4位  | 1      |
| 1993 | 500cc  | ラッキーストライク・スズキ | RGV-Γ500 | AUS 1 | MAL 3   | JPN 2   | SPA 1   | AUT 1   | GER 2   | NED 1  | EUR 3   | RSM 2   | GBR DNF | CZE 5   | ITA 3   | USA 4   | FIM 3  |         | 248      | 1位  | 4      |
| 1994 | 500cc  | ラッキーストライク・スズキ | RGV-Γ500 | AUS 4 | MAL 6   | JPN 1   | SPA 2   | AUT 2   | GER 2   | NED 5  | ITA 3   | GBR DNF | GBR 1   | CZE 7   | USA -   | ARG -   | EUR -  |         | 169      | 4位  | 2      |
| 1995 | 500cc  | ラッキーストライク・スズキ | RGV-Γ500 | AUS 5 | MAL 4   | JPN 6   | SPA -   | GER -   | ITA -   | NED -  | GBR -   | GBR -   | CZE -   | BRA -   | ARG -   | EUR -   |        |         | 34       | 15位 | 0      |

### 鈴鹿8時間耐久レース
| 年   | 車番 | ペアライダー         | チーム                                   | マシン               | 予選順位 | 決勝順位 | 周回数 |
| ---- | ---- | -------------------- | ---------------------------------------- | -------------------- | -------- | -------- | ------ |
| 1985 | 15   | グレーム・クロスビー | チームヨシムラ・モチュール               | スズキ・GSX-R750     | 11       | 3        | 192    |
| 1986 | 12   | 辻本聡               | チームヨシムラ・モチュール               | スズキ・GSX-R750     | 6        | 3        | 194    |
| 1987 | 12   | 大島行弥             | ヨシムラ・スズキ・オリオフィアット       | スズキ・GSX-R750     | 3        | Ret      | 19     |
| 1988 | 12   | ダグ・ポーレン       | ヨシムラ・スズキ・シエットGP-1           | スズキ・GSX-R750     | 3        | 2        | 201    |
| 1989 | 12   | ダグ・ポーレン       | ヨシムラ・スズキ・シエットGP-1           | スズキ・GSX-R750R    | 3        | 8        | 197    |
| 1992 | 43   | ダグ・チャンドラー   | ラッキーストライク・スズキ               | スズキ・GSX-R750R    | 25       | Ret      | 50     |
| 2013 | 071  | 加賀山就臣 芳賀紀行  | Team KAGAYAMA                            | スズキ・GSX-R1000    | 6        | 3        | 213    |
| 2014 | 071  | 青木宣篤 辻本聡      | Legend of YOSHIMURA SUZUKI Shell ADVANCE | スズキ・GSX-R1000 L4 | 9        | Ret      | 5      |